# Danielle Perpoli
Danielle Perpoli (Italia, 7 de marzo de 1968) es una atleta italiana retirada especializada en la prueba de 4x400 m, en la que consiguió ser medallista de bronce europea en pista cubierta en 2002.

## Carrera deportiva
En el Campeonato Europeo de Atletismo en Pista Cubierta de 2002 ganó la medalla de bronce en los relevos de 4x400 metros, con un tiempo de 3:36.49 segundos, tras Bielorrusia (oro) y Polonia (plata).